# 영천군 (중국)
영천군(潁川郡)은 중국의 옛 군이다. 군국제 시행 시에는 한국(韓國)이기도 했다.

## 진
진왕 정 17년(기원전 230년), 한나라를 멸하고 한나라의 옛 땅을 관할하는 군으로 설치했다. 이에 앞서 전한의 영천군에 속하는 장사(長社)는 진 소양왕 33년(기원전 278년)에 위나라에서 뺏았다.

## 전한
처음에는 한왕 신의 봉토로서 한(韓)나라에 속했으나, 고제가 고제 6년(기원전 201년) 한나라를 태원군 지역에 옮겨 봉하면서 전한의 직할령이 됐다. 이후 고제가 아들 유우를 회양나라 왕에 봉하면서 영천군을 파하고 회양나라에 덧붙여주었다 하나 실제로 회양나라가 영천군을 관할했는지 자세한 전말은 알 수 없다. 예주자사부에 속했으며 원시 2년(2년)의 인구조사에 따르면 43만 2491호, 221만 973명을 관할했다. 대략 현대의 쉬창 시와, 핑딩산 시 서부 일부를 제외한 영역에 해당하며 정저우 시의 덩펑 시 지역도 포함한다. 아래의 속현 목록은 한서 지리지를 따른 것으로 원연·수화 지간(기원전 8년)의 현황으로 여겨지며, 총 20현(18현 2후국)을 관할했다.
| 현명       | 한자       | 대략적 위치               | 비고 |
| ---------- | ---------- | ------------------------- | --- |
| 양책현     | 陽翟縣     | 쉬창시 위저우 시          | 하우(夏禹)의 나라였다. 4만 1650호, 10만 9천명이 있었다. |
| 곤양현     | 昆陽縣     | 핑딩산시 예 현            | 응소에 따르면 곤수(昆水)는 남양에서 발원한다. |
| 영양현     | 潁陽縣     | 쉬창시 쉬창 현 남서       | 응소에 따르면 영수(潁水)는 양성에서 발원한다. |
| 정릉현     | 定陵縣     | 뤄허시 우양 현 북동       | 동불랑(東不羹)이 있다. |
| 장사현     | 長社縣     | 쉬창시 창거 시 동         | |
| 신급현     | 新汲縣     | 저우커우시 푸거우 현 남서 | 안사고에 따르면 감인의 말로는 원래 급향(汲鄕)이었다가 선제 신작 3년(기원전 59년)에 현으로 설치했는데, 이미 하내군에 급현이 있어서 '신'자를 붙였다고 한다. |
| 양성현     | 襄城縣     | 쉬창시 샹청 현            | 서불랑(西不羹)이 있다. |
| 언현       | 郾縣       | 뤄허시 옌청 구 남         | |
| 겹현       | 郟縣       | 핑딩산시 자 현            | |
| 무양현     | 舞陽縣     | 뤄허시 우양 현 서         | 응소에 따르면 무수(舞水)가 남쪽에서 발원한다. |
| 영음현     | 潁陰縣     | 쉬창시                    | |
| 숭고현     | 崇高縣     | 정저우시 덩펑 시          | 무제가 설치해 태실산(太室山) 곧 중악(中岳)을 받들게 했다. 태실(太室)·소실산묘(小室山廟)가 있다. |
| 허현       | 許縣       | 쉬창시 쉬창 현 동         | 옛 허나라다. 강성(姜姓)으로 사악(四岳)의 후예 태숙(太叔)이 봉해졌다. 24세를 전하다 초나라에 망했다. |
| 언릉현     | 傿陵縣     | 쉬창시 옌링 현 북서       | 4만 9101호, 26만 1418명이 있었다. |
| 임영현     | 臨潁縣     | 뤄허시 린잉 현 서         | |
| 부성현     | 父城縣     | 핑딩산시 바오펑 현 동     | 응향(應鄕)이 있는데 옛 응나라로, 주무왕의 아우가 봉해졌다. |
| 성안후국   | 成安侯國   | 핑딩산시 루저우 시 남동   | 한연년과 곽충의 후국이다. |
| 주승휴후국 | 周承休侯國 | 핑딩산시 루저우 시 동     | 원제가 설치했고 원시 4년(4년)에 정공(鄭公)으로 고쳤다. |
| 양성현     | 陽城縣     | 정저우시 덩펑 시 남동     | 양성산(陽城山)에서 유수(洧水)가 발원해 동남쪽으로 장평(長平)에 이르러 영수(潁水)로 흘러드는데 영천·하남·회양·여남 네 군을 지나 5백 리를 간다. 양간산(陽乾山)에서 영수(潁水)가 발원해 동쪽으로 하채(下蔡)에 이르러 회수(淮水)에 이르는데 영천·여양·패 세 군을 지나 천오백 리를 간다. 철관(鐵官)이 있다. |
| 윤씨현     | 綸氏縣     | 정저우시 덩펑 시 서       | |

## 신나라
군의 이름을 좌수(左隊)로 고치고 다음 현의 이름을 고쳤다.
| 전한           | 신         |
| -------------- | ---------- |
| 양책(陽翟)     | 영천(潁川) |
| 정릉(定陵)     | 정성(定城) |
| 양성(襄城)     | 상성(相城) |
| 언릉(傿陵)     | 좌정(左亭) |
| 임영(臨潁)     | 감영(監潁) |
| 주승휴(周承休) | 가미(嘉美) |

신나라 말기에 녹림군이 일어나서 이 군의 곤양·정릉·언현을 함락하자 신나라에서 녹림군을 쳐 대패한 곤양 전투가 이 군의 곤양현에서 벌어졌다.

## 후한
낙양에서 동남으로 500리거리에 있으며, 17성 263,440호 1,436.513명을 거느렸다.
| 현명   | 한자 | 비고 |
| ------ | ---- | --- |
| 양책현 | 陽翟 | 고씨정(高氏亭)과 옹씨성(雍氏城)이 있다.                                                                                    |
| 양현   | 襄   | 양음리(養陰里)가 있다. |
| 양성현 | 襄城 | 서불랑(西不羹), 사성(汜城), 분구(汾丘), 어치산(魚齒山)이 있다.                                                             |
| 곤양현 | 昆陽 | 담수(湛水)가 있다. |
| 정릉현 | 定陵 | 동불랑(東不羹)이 있다. |
| 무양읍 | 舞陽 | |
| 언현   | 郾   | |
| 임영현 | 臨潁 | |
| 영양현 | 潁陽 | |
| 영음현 | 潁陰 | 호종향(狐宗鄕)이 있는데, 혹자가 말하길 과거 호인정(狐人亭)이었다고 한다. 안정(岸亭)이 있다.                                |
| 허현   | 許   | 196년(건안 원년)에 조조가 동탁에 의해 파괴된 낙양을 대신해 이곳으로 후한의 수도를 옮기고 허창현(許昌)으로 이름을 바꾸었다. |
| 신급현 | 新汲 | |
| 언릉현 | 焉陵 | |
| 장사현 | 長社 | 장갈성(長葛城), 향향(向鄕), 촉성(蜀城), 촉진(蜀津)이 있다.                                                                 |
| 양성현 | 陽城 | 숭고산(嵩高山)이 있고 유수(洧水), 영수(潁水)가 나온다. 철관, 부서취(負黍聚)가 있다.                                        |
| 부성현 | 父城 | 응향(應鄕)이 있다. |
| 윤씨현 | 輪氏 | 79년(건초 4년)에 신설했다. 현재 허난 성 덩펑 시 서남에 있다.                                                               |

## 위진
220년 조비가 허도를 대신하고 재건된 낙양으로 수도를 옮기면서 수도의 지위를 상실했다. 조위시기 양책현, 양현이 일시적으로 하남군으로 이관되었다. 266년(태시 2년)에 영천군 서부에 양성군을 신설했다. 서진대에는 9현28,300호를 거느렸다. 영가의 난으로 화북지방이 석륵에 의해 정복당하면서 영천군또한 석륵의 휘하에 들어갔다.
| 분리이전 | 분리이전                                                             | 분리이후 | 분리이후                                                             |
| -------- | -------------------------------------------------------------------- | -------- | -------------------------------------------------------------------- |
| 영천군   | 허창현, 장사현, 영음현, 임영현, 언현, 소릉현, 언릉현, 신급현, 장평현 | 영천군   | 허창현, 장사현, 영음현, 임영현, 언현, 소릉현, 언릉현, 신급현, 장평현 |
| 영천군   | 양성현, 번창현, 겹현, 정릉현, 부성현, 곤양현, 무양현                 | 양성군   | 양성현, 번창현, 겹현, 정릉현, 부성현, 곤양현, 무양현                 |

## 북조

### 북위
북위에서는 천평초에 서진대의 영천군지역에 정주(鄭州)를 설치하고 534년(천평 원년)에 허창일대에 허창군을, 그리고 양책군을 신설하면서 군역이 축소되었다. 이 축소된 영천군은 3현 22,044호 105,909명을 거느렸다. 동위땐 정주(鄭州)로 소속이 바뀌었다.
| 분리이후 | 분리이후                          |
| -------- | --------------------------------- |
| 영천군   | 장사현, 임영현, 영음현            |
| 허창군   | 허창현, 언릉현, 신급현, 부구현    |
| 양책군   | 양책현, 황대현(양책에서 분리신설) |

| 현명   | 한자 | 비고 |
| ------ | ---- | --- |
| 장사현 | 長社 | 장갈성(長葛城), 장평성(長平城), 망마대(望馬臺), 계명성(雞鳴城), 종호묘(鍾皓墓), 백안릉(白雁陵)이 있다. 정주의 자사부가 있었다. |
| 임영현 | 臨潁 | 은탕성(殷湯城)이 있다. 446년(태평진군 7년)에 영음현을 통폐합했다.                                                              |
| 영음현 | 潁陰 | 446년 영음현에 흡수되었다가 539년(원상 2년)에 복구했다. 순상묘(荀爽墓)와 박망성(博望城)이 있다.                                |

## 동위 ~ 수
개황초기 주현제가 실시될 때 영주(潁州)로 개편되었다. 총 14현 195,640호를 거느렸다.
| 현명   | 한자     | 대략적 위치                                | 비고 |
| ------ | -------- | ------------------------------------------ | --- |
| 영천현 | 潁川縣   | 쉬창 시                                    | 북제때 장사현(長社縣)에 영음현(潁陰縣)이 통폐합되었고 동위때 설치된 황태현(黃台縣)이 있었는데, 대업초기 장사현에 통폐합되었다. |
| 양성현 | 襄城縣   | 쉬창 시 샹청 현                            | 북주때 여주(汝州)가 설치되었는데, 개황초기 양성군이 폐지되었고 대업초기 여주가 폐지되었다. 은수(溵水)가 현내에 있었다. |
| 여분현 | 汝墳縣   | 핑딩산 시 셰 현 구현향(旧县乡)             | 북제때 한광군(漢廣郡)이 설치되었으나 얼마못가 폐지되었다. 수산(首山)이 현내에 있었다. |
| 섭현   | 葉縣     | 핑딩산 시 셰 현                            | 북제때 양주(襄州)가 설치되었지만 북주때 폐지되었고 남양성군(南襄城郡)이 설치되었다. 개황초기 남양성군이 폐지되었다. 동위때 정남군(定南郡)이 신설되었으나 북주때 정남현으로 격하되었고 대업초기 폐지되었다.                                                               |
| 북무현 | 北舞縣   | 뤄허 시 우양 현 북무도진(北舞渡镇)         | 개황초기 정릉군(定陵郡)이 폐지되었다. 백척구(百尺溝)가 현내에 있었다. |
| 언성현 | 郾城縣   | 뤄허 시 옌청 구                            | 개황초기 신설된 현으로 596년(수 문제 개황 16년)도주(道州)로 분리되었으나 대업초기 주가 폐지되면서 영천군의 현으로 내속되었다. 북제때 영천군이 임영군(臨潁郡)으로 개명되었는데 개황초기 군이 폐지되었다. 대업초 소릉현(邵陵縣)이 통폐합되었다. 은수가 현내에 있었다.      |
| 번창현 | 繁昌縣   | 뤄허 시 린잉 현 번성회족진(繁城回族镇)일대 | |
| 임영현 | 臨潁縣   | 뤄허 시 린잉 현                            | |
| 위씨현 | 尉氏縣   | 카이펑 시 웨이스 현                        | 북제때 폐지되었는데, 586년(수 문제 개황 6년) 복구되었다. |
| 장갈현 | 長葛縣   | 쉬창 시 창거 시 북동                       | 586년 신설되었다. |
| 허창현 | 許昌縣   | 쉬창 시 창거 현 고교진(古橋鎭)일대         | |
| 은강현 | 氵隱強縣 |                                            | 596년 도성현(陶城縣)이란 이름으로 신설되었고 대업초기 은강현으로 개명되었다. |
| 부구현 | 扶溝縣   | 주마뎬 시 푸거우 현                        | |
| 언릉현 | 鄢陵縣   | 쉬창 시 옌링 현                            | 동위때 설치된 허창군(許昌郡)의 속현이었는데, 북제때 폐지되었고 개황초기 군이 폐지되었다. 587년(수 문제 개황 7년)복구되었다. 596년 유주(洧州)로 분리되었으나 대업초 주가 폐지되면서 영천군의 속현이 되었다. 또한 596년 채피현(蔡陂縣)이 신설되었다가 대업초기 폐지되었다. |

## 군수·태수

### 전한
- 존(尊, 기원전 178년 당시)[13]
- 조광한(? ~ 기원전 72년)
- 광(? ~ 기원전 68년)
- 한연수(선제 시기)
- 왕양(? ~ 기원전 66년)
- 황패(기원전 66년 ~ 기원전 58년): 기원전 63년에 경조윤으로 전임되었다가, 몇 달 후 다시 영천태수가 되었다.
- 사기(史祈, 성제 시기)[14]
- 무장륭(? ~ 기원전 4년)

### 현한
- 잠팽

### 후한
- 진팽(83년 ~ 88년?)
- 황창(? ~ 140년)
- 파숙(? ~ 169년)